# Изосимовка (Мордовия)
Изо́симовка — село в Ковылкинском районе Мордовии. Административный центр Изосимовского сельского поселения.
Расположено в северо-западной части района, на безымянном ручье, притоке реки Сезелка, высота центра села над уровнем моря — 195 м.
Расположено на автотрассе Ковылкино — Краснослободск, в 16 км от районного центра и железнодорожной станции Ковылкино. Основано в 17 в. В «Списке населённых мест Пензенской губернии» (1869) Изосимово (Засимовка) — село казённое из 62 дворов (541 чел.) Краснослободского уезда. По сведениям 1913 г., в селе проживали 689 чел., в 1930 г. — 895 чел. В 1996 г. на базе бывшего колхоза был создан СХПК «Изосимовский». В современной инфраструктуре села — средняя школа, библиотека, отделение связи, Дом культуры, торговый центр, столовая, медпункт. Изосимовка — родина заслуженного работника сельского хозяйства МАССР И. Ф. Сорокина. В Изосимовскую сельскую администрацию входят д. Бранчеевка (114 чел.; родина учёного-ветеринара Ф. С. Киржаева), Новая Сазоновка (9) и с. Старая Сазоновка (273 чел.).

## История
В «Списке населенных мест Пензенской губернии» (1869) Изосимово (Засимовка) — село казенное из 62 дворов Краснослободского уезда. В XVII веке населенный пункт разрастался вокруг церкви святого Зосимы и назывался селом Изосимовское. Как центр по распространению православия село Изосимовское подвергалось нападениям со стороны некрещеных. Впервые упоминается в 1698 году в «Известной челобитной крестьян Троицкого присуда». В советское время существовал очень развитый колхоз, который назывался им. Жданова, в настоящее время полностью развален.

## Население
| 2002 | 2010 |
| ---- | ---- |
| 198  | ↘186 |